# Liste der historischen Kirchen, Klöster und Kapellen in Worms
Die Liste der historischen Kirchen, Klöster und Kapellen in Worms umfasst alle derartigen Einrichtungen in der Stadt Worms, die vor der Säkularisation 1802 bestanden.

## Liste
Abkürzungen:
- luth = lutherisch
- ref = reformiert
- rk = römisch-katholisch

| Bezeichnung                            | Rechtsstatus               | Rechtsträger                                              | Gründung                             | Ende                               | Konfession nach Reformation | Anmerkung                                                                  |
| -------------------------------------- | -------------------------- | --------------------------------------------------------- | ------------------------------------ | ---------------------------------- | --------------------------- | -------------------------------------------------------------------------- |
| Dom St. Peter                          | Bischofskirche             | Domkapitel Worms                                          | frühmittelalterlich                  | 1802                               | rk                          | nach 1802 Pfarrkirche                                                      |
| St. Paulus                             | Stiftskirche               | Stift St. Paulus                                          | 1002                                 | 1802                               | rk                          |                                                                            |
| St. Andreas                            | Stiftskirche               | Andreasstift                                              | hochmittelalterlich                  | 1802                               | rk                          | heute Museum der Stadt Worms                                               |
| St. Martin                             | Stiftskirche               | Martinsstift                                              | hochmittelalterlich                  | 1802                               | rk                          | heute Pfarrkirche                                                          |
| Liebfrauenkirche                       | Stiftskirche               | Liebfrauenstift                                           | ca. 1265 (Baubeginn)                 | 1802                               | rk                          | heute Pfarrkirche                                                          |
| St. Andreas Maria Magdalena-Kirche     | Bergkloster                | Magdalenerinnen (Reuerinnen) Dominikanerinnen             | 1243                                 | 1802                               | rk                          | Die Kirche war zugleich Pfarrkirche keine baulichen Reste                  |
| Kirche, Patrozinium unbekannt          | Kloster                    | Augustinereremiten                                        | 1264                                 | 1566/67                            | rk                          | keine baulichen Reste                                                      |
| Dominikanerkirche                      | Dominikanerkloster         | Dominikaner                                               | 1226                                 | 1802                               | rk/luth                     | keine baulichen Reste                                                      |
| Kirche Mariae Verkündigung             | Franziskanerkloster Worms  | Franziskaner                                              | 1221                                 | 1527                               | luth                        | Nachnutzung als städtische Lateinschule                                    |
| Weißkreuzkapelle (Johannes der Täufer) | Johanniterkommende Worms   | Johanniterorden                                           | vor 1307                             | 1802                               | rk                          | keine baulichen Reste                                                      |
| Marienkirche                           | Karmeliterkloster          | Karmeliten                                                | 1299                                 | 1802                               | rk                          | keine baulichen Reste                                                      |
| Marienkirche (?)                       | Kloster Kirschgarten       | Zisterzienserinnen bis 1443 ab 1445 Augustiner-Chorherren | 1226                                 | 1525                               | –                           | keine baulichen Reste                                                      |
| Marienkirche                           | Kloster Maria Münster      | Zisterzienserinnen                                        | 838 (legendär) 1030 (belegt)         | 1802                               | rk                          | keine baulichen Reste                                                      |
| Heilig-Kreuz Kirche                    | Gudelmannkonvent           | Beginen Franziskanerinnen Augustinerinnen                 | 1248/88                              | 1802                               | rk                          | mehrere unterschiedliche Gemeinschaften nacheinander keine baulichen Reste |
| St. Remigius                           | Wilhelmitenkloster         | Wilhelmiten                                               | um 1290                              | 1529                               | –                           | keine baulichen Reste                                                      |
| St. Jodokus                            | Kapuzinerkloster Worms     | Kapuziner                                                 | Kirche 15. Jh. Kloster 30. März 1642 | 1802                               | rk                          | keine baulichen Reste                                                      |
| Johanneskirche                         | Pfarrkirche                | Bistum Worms, Domstift                                    | 12./13. Jh.                          | nach 1792                          | rk                          | keine baulichen Reste Spolien im Museum der Stadt Worms                    |
| St. Lambertus                          | Pfarrkirche                | Bistum Worms, Martinsstift                                | 1195 genannt                         | 1689                               | rk                          | keine baulichen Reste                                                      |
| Magnuskirche                           | Pfarrkirche                | Bistum Worms, Andreasstift                                | 8./9. oder 11. Jh.                   | –                                  | luth                        |                                                                            |
| Rupertuskirche                         | Pfarrkirche                | Bistum Worms, Paulusstift                                 | 1140 genannt                         | 1689                               | rk                          | keine baulichen Reste                                                      |
| St. Amandus                            | Pfarrkirche                | Bistum Worms, Liebfrauenstift                             | 1007 genannt                         | 1632                               | rk                          | keine baulichen Reste                                                      |
| St. Michael                            | Pfarrkirche                | Bistum Worms                                              | 1141 genannt                         | Ende 17. Jh.                       | rk                          | keine baulichen Reste                                                      |
| St. Cäcilia                            | Pfarrkirche                | Bistum Worms, Kloster Maria Münster                       | 1245 genannt                         | 18, Jh. abgebrannt                 | rk                          | keine baulichen Reste                                                      |
| Dreifaltigkeitskirche                  | Pfarrkirche                | Stadt Worms                                               | 1725                                 | –                                  | luth                        |                                                                            |
| Friedrichskirche                       | Pfarrkirche                | Reformierte Gemeinde                                      | 1744                                 | –                                  | ref                         |                                                                            |
| Patrozinium unbekannt                  | Hospitalkapelle            | Alexianer                                                 | 1390                                 | 1525                               | rk                          | in der Reformation untergegangen.                                          |
| Allerheiligen- / Rebstockkapelle       | Kapelle                    | Beginen                                                   | 1366 erwähnt                         | bis ins 18. Jahrhundert            | ?                           | keine baulichen Reste                                                      |
| St. Georg bei der Martinspforte        | Kapelle                    |                                                           | 1241 erwähnt                         | Anf. 17. Jh. profaniert            | rk                          | keine baulichen Reste                                                      |
| St. Kilian                             | Kapelle                    |                                                           | 11. Jh., 1223 erwähnt                | vor 1689                           | –                           | keine baulichen Reste                                                      |
| St. Gertrud                            | Kapelle                    |                                                           | 1299 erwähnt                         | 1496 erwähnt                       | –                           | keine baulichen Reste                                                      |
| St. Magdalene                          | Kapelle                    |                                                           | 1366 erwähnt                         | 1496 erwähnt                       | –                           | keine baulichen Reste                                                      |
| St. Margaretha                         | Kapelle                    | Kloster Maria Münster                                     | 1141 erwähnt                         | 1496 erwähnt                       | –                           | keine baulichen Reste                                                      |
| St. Meinhard                           | Kapelle                    |                                                           | 1488 erwähnt                         | bis etwa 1800 genutzt              | luth                        | keine baulichen Reste                                                      |
| St. Nazarius                           | Kapelle                    |                                                           | 12. Jh., 1266 erwähnt                | vor 1400 aufgegeben                | –                           | keine baulichen Reste                                                      |
| St. Pankratius                         | Kapelle (Kirche)           |                                                           | 1241 erwähnt, 1342 „ecclesia“        | 1496 erwähnt                       | –                           | keine baulichen Reste                                                      |
| St. Silvester u. St. Valentin          | Kapelle                    |                                                           | 1141 erwähnt                         | 1802                               | rk                          | keine baulichen Reste                                                      |
| St. Sixtus                             | Kapelle                    |                                                           | 1139 erwähnt                         | nach 1496                          | –                           | 1580 Ruine; keine baulichen Reste                                          |
| St. Stephan im Bischofshof             | Nebenkirche des Doms       | Bischof                                                   | 1055                                 | 1689                               | rk                          | 1657–1689 Kirche des Karmeliterklosters; keine baulichen Reste             |
| Armer St. Stephan                      | Kapelle                    | Beginen                                                   | 1115 / 1348 erwähnt                  | Ende 18. Jh.                       | luth                        | keine baulichen Reste                                                      |
| St. Ulrich                             | Kapelle                    |                                                           | 1254 / 1308 genannt                  | 16. Jh. aufgegeben                 |                             | keine baulichen Reste                                                      |
| Heilig-Geist-Kapelle                   | Kapelle                    | Heilig-Geist-Spital                                       | 1261                                 | nach 1525                          | luth?                       | keine baulichen Reste                                                      |
| St. Jakob                              | Kapelle                    | Leprosen- / Gutleuthaus                                   | 1274                                 | nach 1570                          | luth?                       | keine baulichen Reste                                                      |
| Patrozinium unbekannt                  | Kapelle                    | Otterberger Hof                                           | 1195? „curia“ erwähnt                | nach 1561                          | ?                           | keine baulichen Reste                                                      |
| St. Georg                              | Kapelle                    | Schönauer Hof                                             | 1263 erwähnt                         | 1802                               | rk                          | keine baulichen Reste                                                      |
| St. Thomas                             | Kapelle in der Domdechanei | Domdekan                                                  | 1315                                 | 1689                               | rk                          | keine baulichen Reste                                                      |
| St. Bartholomäus                       | Kapelle in der Dompropstei | Dompropst                                                 | 1315                                 | 1689?                              | rk                          | keine baulichen Reste                                                      |
| St. Josef                              | Jesuitenkolleg             | Jesuiten                                                  | 31. Oktober 1676 Weihe               | 1689                               | rk                          | keine baulichen Reste                                                      |
| St. Xaver                              | Jesuitenkolleg             | Jesuiten                                                  | 1713 Weihe                           | 1773 Auflösung des Jesuiten-Ordens | rk                          | keine baulichen Reste                                                      |

## Weiteres
Neben den hier aufgelisteten kirchlichen Einrichtungen innerhalb der mittelalterlichen Stadt Worms gab es noch das Cyriakusstift in Neuhausen, das unmittelbar vor der Stadt lag. Im kirchlichen Leben des Bistums Worms rechnete es zu den Stiften von Worms und stand in deren protokollarischer Reihenfolge an zweiter Stelle nach dem Domstift und vor dem St. Paulusstift.